# Fragmentação (reprodução)

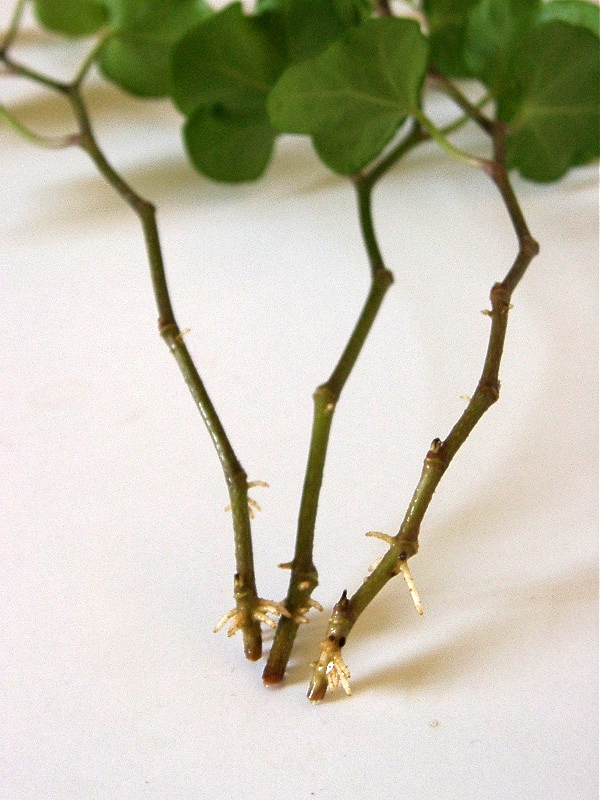
Fragmentos (talos) de Hedera com formação de raízes.

Fragmentação, ou arquitomia, é uma forma de reprodução assexual, ou clonagem, comum entre certos grupos de organimos multicelulares ou coloniais, na qual o organismo base se divide em fragmentos, cada um dos quais dando origem a um novo organismo com o mesmo genoma. Cada um desses fragmentos desenvolve-se e forma um organismo maturo que é um clone do organismo original. A reprodução por fragmentação ocorre em múltiplas espécies de organismos pertencentes a vários grupos, entre quais, plantas, cianobactérias filamentosas, bolores, líquenes, esponjas, platelmintas acelomorfos, alguns vermes anelídeos e estrelas-do-mar.